# 秦岭箭竹
秦岭箭竹（学名：Fargesia qinlingensis）为禾本科箭竹属下的一个种。

## 扩展阅读
- 維基物種上的相關：秦岭箭竹